# 加文
加文是英国苏格兰格拉斯哥市的一个地区，位于克莱德河畔。它的位置約在格拉斯哥市中心西南方4公里處，恰好為凱爾文河匯流處的對面。
根據中世紀的傳說，斯特拉斯克萊德王國的一位國王在加文地區建立了一座修道院。在中世紀裡，加文是克莱德河的一個重要渡口，以連接河對岸的派崔克。在18、19世紀，編織與煤礦挖掘為當地的主要經濟活動；自19世紀初開始，造船成為加文的最重要的工業。1864年，加文獲得自由都市的地位，當時是蘇格蘭的第5大自由都市。1912年，由於都會區範圍的擴展，加文併入格拉斯哥市。

## 歷史
加文出土過一個古基督教堂遺址和兩個基督教徒的墓穴，根據放射性碳定年法可以確定為5至6世紀的古蹟，是加文作為該區最先有基督教活動的證據。在維京時期，可能於878年敦巴頓岩被洗劫之後，學者普遍認為加文曾經是斯特拉斯克萊德王國其中一個重要的市鎮。據了解，國王康斯坦丁亦安葬於此。1855年一次考古發掘中，曾經在一個教堂墓地發現了一個雕刻精細的砂岩石棺，可能安放過康斯坦丁的遺體或其他文物，不過這石棺的雕刻風格顯示它出產於10至11世紀。

## 經濟
加文曾經是舉世知名的克萊德河岸造船業的所以在地，武器製造商英國航太系統專門負責製造艦艇的總部至今依然設置於此。由1843年至2010年，不斷有艦艇出產。

## 知名人物
- 詹姆斯·海德維克（英语：James Hedderwick），詩人、記者、報社老闆
- 喬治·麥克勞德，蘇格蘭長老會牧師
- 貝爾·摩爾（英语：Belle Moore），游泳選手，曾參與1912年夏季奧林匹克運動會
- 亞歷斯·費格遜，前曼聯領隊
- 堅尼·杜格利殊，前足球運動員及蘇格蘭國腳，退役後轉任領隊
- 吉米·瑞德（英语：Jimmy Reid），工會積極分子、演說家、政治家、記者
- 約翰尼·奎格利（英语：Johnny Quigley），前足球運動員
- 伊恩·羅伯遜（英语：Iain Robertson），男演員
- 利奧·布萊爾（英语：Leo Blair (barrister)），律師、前英國首相東尼·布萊爾的父親
- 詹姆斯·凱爾曼，小說作家

## 外部連結
- Govan Community Council（页面存档备份，存于）
- Govan Architecture and History（页面存档备份，存于）
- Get into Govan （页面存档备份，存于）
- Govan, the Place and the People（页面存档备份，存于）
- Fairfield Heritage（页面存档备份，存于）
- Govan Maps 1857-1934, National Library of Scotland（页面存档备份，存于）